# IV Brygada Piechoty Legionów
IV Brygada Piechoty Legionów (IV BP Leg.) – brygada piechoty Wojska Polskiego II RP.
IV Brygada Piechoty Legionów została sformowana wiosną 1919, w składzie 2 Dywizji Piechoty Legionów.
W październiku 1921 dowództwo IV BP Leg. zostało rozformowane, 4 pp Leg. podporządkowany bezpośrednio dowódcy 2 DP Leg., a 24 pp włączony w skład nowo powstałej 27 Dywizji Piechoty.

## Walki brygady
Walczące pod Jabłonką Kościelną oddziały grupy gen. Lucjana Żeligowskiego poniosły klęskę. 34 pułk piechoty został niemal całkowicie rozbity, a pozostałe pułki 10 Dywizji Piechoty wycofały się na pozycje na wschód od Wyszkowa. Tam 28 i 29 pułki piechoty otrzymały uzupełnienia.
Wieczorem 8 sierpnia gen. Lucjan Żeligowski wydał rozkaz dokonania wypadu na Długosiodło w celu rozbicia sowieckiej dywizji. Następnego dnia przez Przetycz na Długosiodło ruszyła IV Brygada Piechoty Legionów, a przez Augustowo – Blochy maszerował 35 pułk piechoty. Działania grupy wypadowej ubezpieczał, nacierający na Łączkę, 29 pułk piechoty.
Oddziały wypadowe utorowały sobie drogę do celu wypadu, ale odwody 11 Dywizji Strzelców twardo broniły Długosiodła. Około południa pod miejscowością doszło do ciężkich walk z oddziałami sowieckiej 33 Dywizji Strzelców. Jej 98 Brygada odrzuciła nacierający 29 pułk piechoty i zagroziła prawemu skrzydłu 35 pułku piechoty.
Ocena sytuacji dokonana przez gen. Lucjana Żeligowski skłoniła go do wydania rozkazu zaniechania działań zaczepnych i powrotu na stanowiska wyjściowe. Jednak uwikłany w walce z 98 BS polski 29 pułk piechoty nie zdążył zorganizować obrony na pozycjach pod Nową Wsią i Sowieci opanowali miejscowość, a kontynuując dalej natarcie, zmusili do odwrotu resztki 2 Dywizji Litewsko-Białoruskiej. IV Brygada Piechoty Legionów oderwała się od nieprzyjaciela dopiero po wsparciu plutonu czołgów. Do działań opóźniających wszedł także przewieziony na pole bitwy samochodami odwodowy 67 pułk piechoty

### Mapy walk brygady

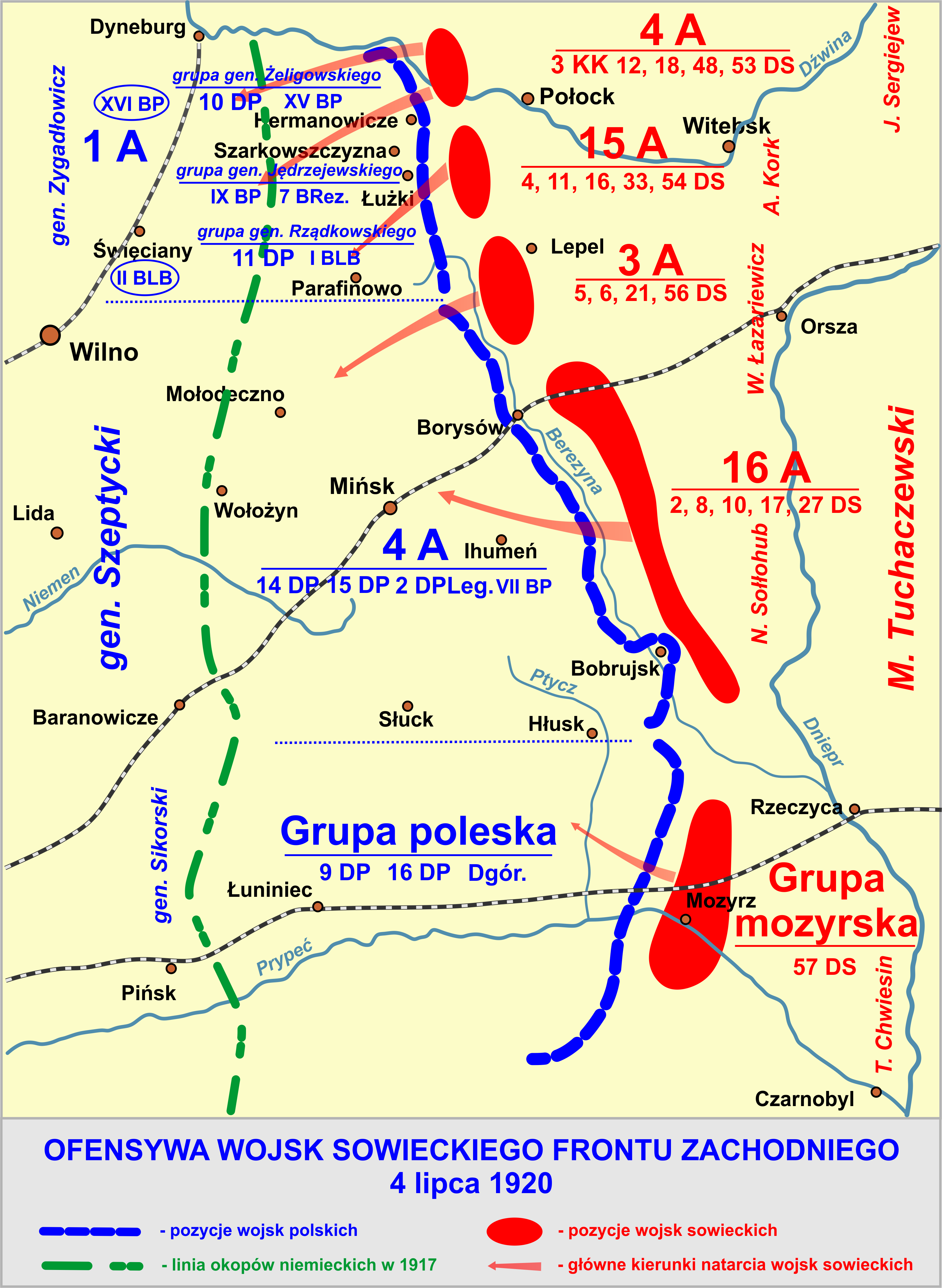
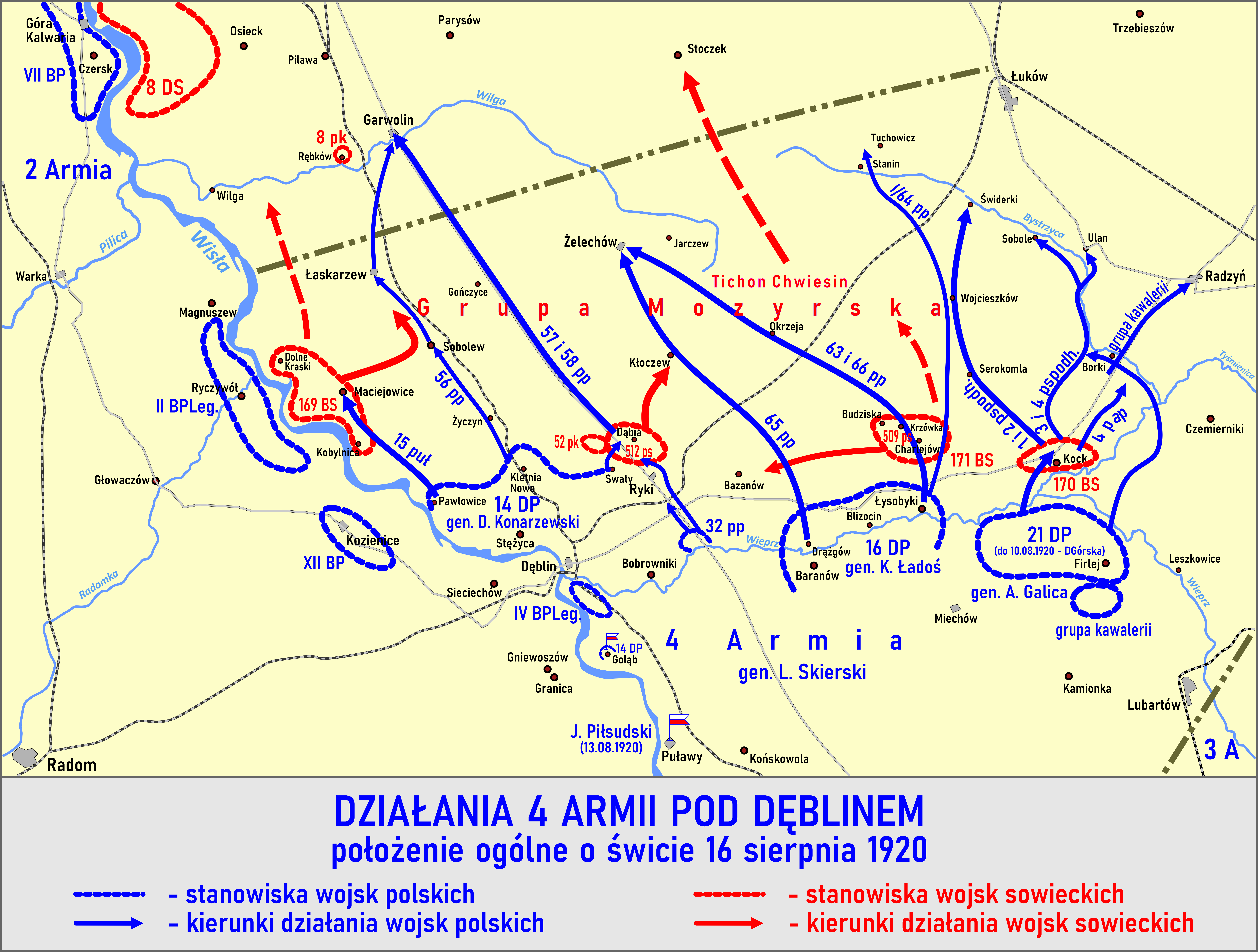

## Obsada personalna dowództwa
Dowódcy brygady:
- ppłk Gustaw Truskolaski (1919)
- płk piech. Kazimierz Liber (11 XI 1919 - 14 X 1920)
- ppłk Mieczysław Smorawiński (1 VIII 1920 - 2 IX 1921 → dowódca piechoty dywizyjnej 2 DP Leg.)

adiutant - por. Tomasz Obertyński)

## Organizacja
- dowództwo IV Brygady Piechoty Legionów
- 4 pułk piechoty Legionów
- 24 pułk piechoty